# 제임스 사이먼 미술관

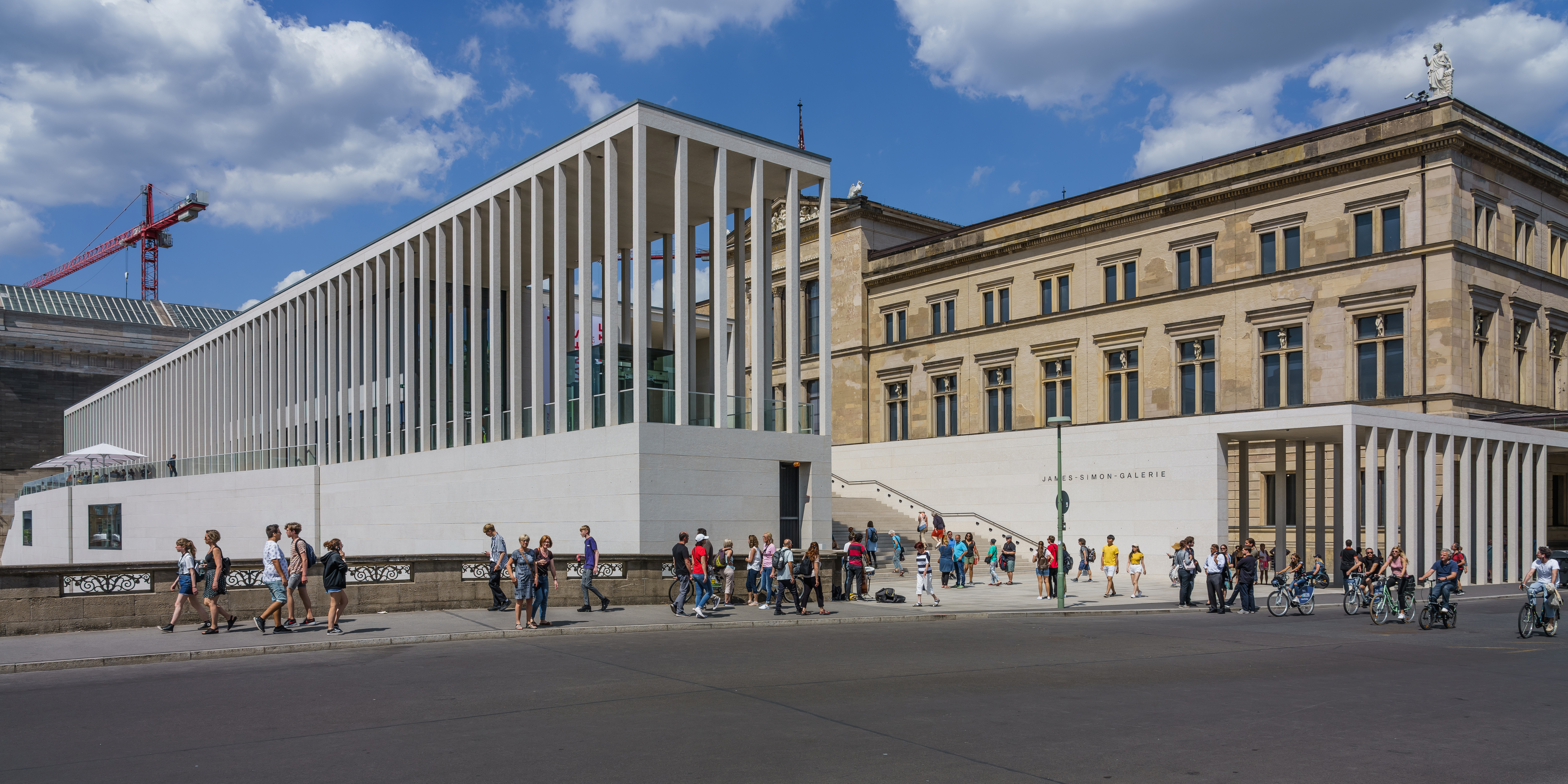
제임스 사이먼 미술관

제임스 사이먼 미술관(독일어: James Simon-Galerie)은 독일 베를린에 있는 미술관이다. 건축가 데이비드 치퍼필드에 의해 설계된 이 미술관은 헨리 제임스 사이먼(1851~1932년)의 이름을 따온 것이다.